# 藤本正人
藤本 正人（ふじもと まさと、1961年（昭和36年）12月18日 - ）は、日本の政治家。埼玉県所沢市長（3期）。埼玉県議会議員（3期）、所沢市議会議員（2期）を歴任した。
一般社団法人埼玉県eスポーツ連合 名誉顧問。

## 概要
東京都新宿区で生まれ、埼玉県所沢市に育つ。父親は所沢市議会議員を務めた藤本哲正。新所沢富士幼稚園、所沢市立西富小学校、所沢市立向陽中学校、埼玉県立川越高等学校、早稲田大学第一文学部卒業（日本文学専攻・卒論は坪田譲治論）。高校時代は野球部（投手）大学では軟式野球の同好会アカネッツに所属した。大学卒業後、所沢市立所沢中学校やニューヨーク日本人学校、所沢市立東中学校で国語の教員を務める。野球部、水泳部の顧問を務めた。
父親の引退を引き継ぐ形で、1995年、所沢市議会議員選挙に立候補し初当選した。市議2期8年間は環境問題を中心に活動し、議員提案による「ダイオキシン条例」の制定にも尽力した。
2003年、埼玉県議会議員選挙に無所属で立候補し、初当選。3期9年間務めた。県議時代は、教育中心に県政に取り組んだ。その間、県土都市整備常任委員会委員長（2008年）、福祉保健医療常任委員会委員長（2009年）、文教常任委員会委員長（2010年）を歴任した。

### 所沢市長
2011年4月・5月と東日本大震災の被災地支援に石巻で活動したことがきっかけで、所沢市長選に出馬することを決意。10月、県議を3期目の任期途中で辞職し、自由民主党の推薦を受けて立候補。再選をめざした現職の当摩好子、元衆議院議員の並木正芳を破り当選。
2015年10月の市長選挙に自民党・公明党の推薦を得て立候補し、前回に続いて立候補した並木、所沢地区労議長の市川治彦、前所沢市議会議員の石井弘の三候補を破り再選。
2019年10月の市長選挙に自民党・公明党の推薦を得て立候補し、野党の支持や支援を受け三たび立候補した並木を破り3期目の当選。
2021年4月26日、抗原検査とPCR検査を受け、新型コロナウイルス陽性が判明した。
2023年10月22日の市長選挙に自民党・公明党の推薦を得て立候補し、4期目の当選を目指したが、元衆議院議員の小野塚勝俊に敗れた。

## 市政・人物

### 所沢市公立小中学校へのエアコン設置問題
2012年、東日本大震災発生の影響を受けての予算見直し（総工費約3億1,200万円　内訳：補助金1億8,200万円、市債8,560万円・市費4,440万円）により、所沢市立狭山ヶ丘中学校の冷房化工事を中止する意向を表明。
その理由として、「大震災が起きて今は９か月。補助が出るからと言って国からの補助1億8200万円はエアコンに使うのでなく、返上して東北に使ってもらうべきだ。」「大震災や原発事故を経た今、快適で便利な生活をそのまま求めていてよいのか」「夏休みがあるのに、財政難の今、予算の使い方は適正か」「うるさくて窓を開けては授業ができないのか」の観点を検証した末であることを挙げた。しかし、同中学校は航空自衛隊入間基地の近距離に位置しており、生徒や保護者からは環境の改善を求める声が強く、藤本の冷房化中止の方針に対しても、署名運動を展開、議会も多くが賛同して、批判を繰り広げた。
市長側はクーラー稼働日数は年間30日位、10年使用しても工事費だけでも1日あたりコストは48万円にもなり（実際には工事費だけでも1日のコストは108万円だった。10年で更新とすれば、3億1200万円÷（29日／年×10年）＝約108万円／日）、さらに燃料費の高騰を挙げ、「教育はモノより人」の考えのもと工事費の一部を「心のふれあい相談員（16名）」の復活や「学校運営マルチサポーター（6名）」、「障害児介助員（3名）」等に3,922万円充てたことなどで理解を求めている。
しかし住民側は2014年11月に約8400筆の署名をもって住民投票条例設置を請求し、これが認められ、2015年2月に「（騒音があって窓を開けられないのだから）防音校舎となっている29校に防衛省の仕様に沿ったエアコンを、当初の計画通り順次、設置してほしい」（所沢市は全部で47校の小中学校があり、そのうち29校が防音校舎であった）を争点とする住民投票が行われた。結果、「設置に賛成」とする投票数（約5.7万票）が「設置に反対」とする投票数（約3万票）を大幅に上回ったものの、投票率が｢市長が投票結果を斟酌する｣ために必要な、議会が定めた基準「賛否いずれにしても3分の1を上回ること」には及ばなかった。しかし藤本市長は従来の方針を転換し、2015年4月に狭山ヶ丘中学校他1校へエアコンの設置を決めた。
その後、2018年12月議会にて、エアコンを設計施工一括方式により、すでに設置されている3校を除いた44校全校に整備していく予算を提出し、可決された。そして、エアコンは2019年度末をもって全校に設置された。

### 統一教会との関係
2021年8月1日、世界平和統一家庭連合（旧統一教会）の関連団体「天宙平和連合」が主催する自転車イベント「ピースロード」が東村山市で開催された。藤木はさいたま市北区選出の関根信明県議とともに出席。藤本は出発式で「平和を願って頑張ってください」との趣旨の挨拶をした。
2022年8月30日、市の定例会見において、ピースロードに出席したことを明かした。「イベントには信者の知人から誘われ、その後、招待された」「旧統一教会系の団体と知っていた」と述べた。さらに、「反省はそんなにしていない。呼ばれたところに行く。趣旨は良いので」と話した。

### その他
- 2015年6月、所沢市東所沢和田の旧所沢浄化センター跡地をKADOKAWAが取得。これに伴い、KADOKAWAと所沢市の共同でSTARTしたプロジェクト「COOL JAPAN FOREST 構想」(ところざわサクラタウン)のジェネラルプロデューサーに就任した[13]。
- 2020年4月20日、新型コロナウイルス対策の財源に充てるため、自身の5月から7月までの月額給与を30％減額する条例案を市議会臨時会に提出した。副市長については20％、教育長と上下水道事業管理者については15％、常勤監査委員については10％減額する[14]。同日、同条例案は全会一致で可決された[15]。
- 2023年4月23日の所沢市議会議員選挙で新人の斉藤かおりが初当選。斉藤は6月議会の前に藤本と面会し、新型コロナウイルスワクチン接種に関する同年度一般会計補正予算案に反対の意思を示した。同年6月16日、藤本は市議会本会議で、「反対の場合は、討論を求めることができる」という趣旨のメモを議場内で市職員を通じて斉藤に渡した。その後、斉藤は討論を求めたものの、事前の手続きをとっていなかったため実現せず、予算案は可決された。会期最終日の6月23日、「無用な混乱を招いた」「議会との信頼関係を損なう」として、「藤本正人市長に対し反省を求める決議」案が提出された。決議を巡って論議は紛糾。23日深夜に会期を1日延長。24日午前2時半過ぎに決議は可決された[16][17]。